# Bauhinia tomentosa

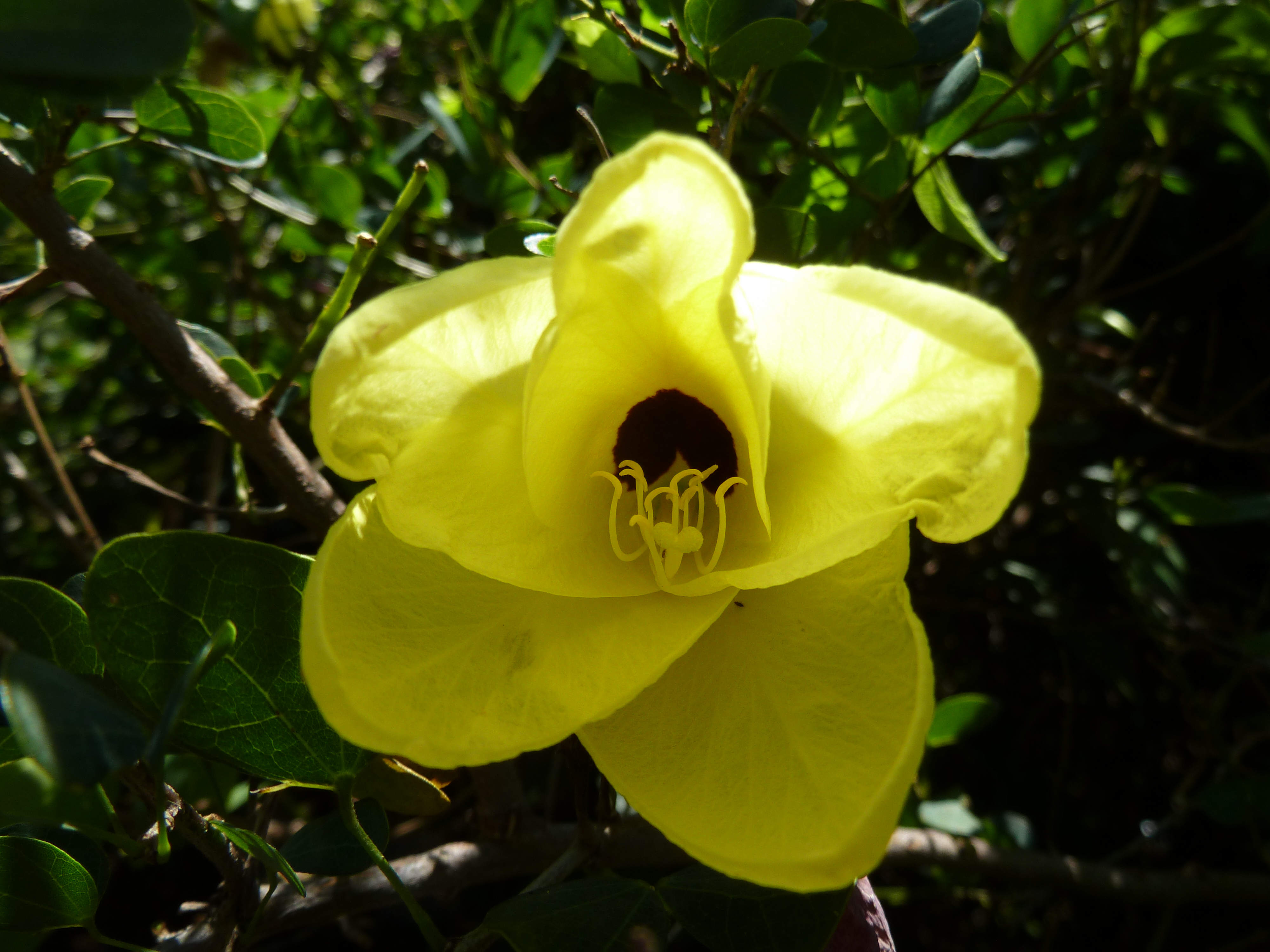
Detall de la flor

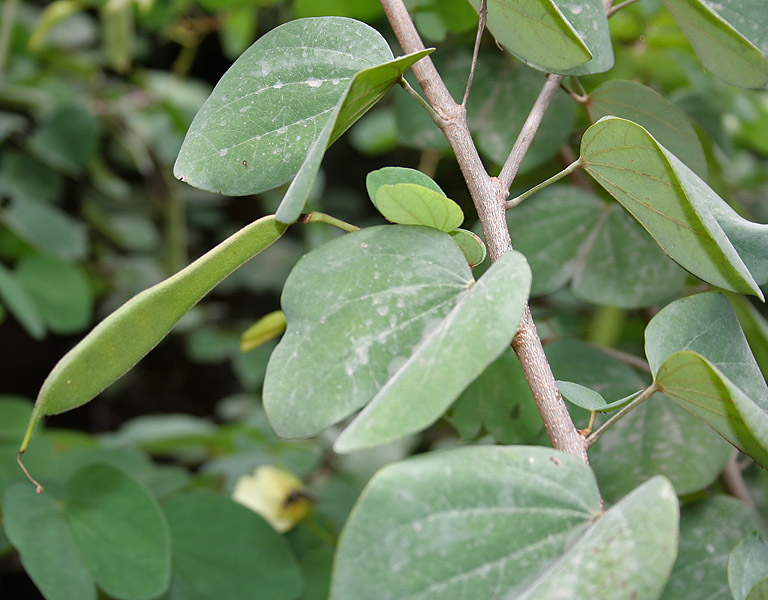
Fulles

Bauhinia tomentosa és una espècie de planta de la família de les lleguminoses que es distribueix pel sud-est d'Àfrica. És un arbust perenne que es troba en boscos de baixa altitud, sabana, sovint formant part de matollars de ribera i de dunes costaneres.

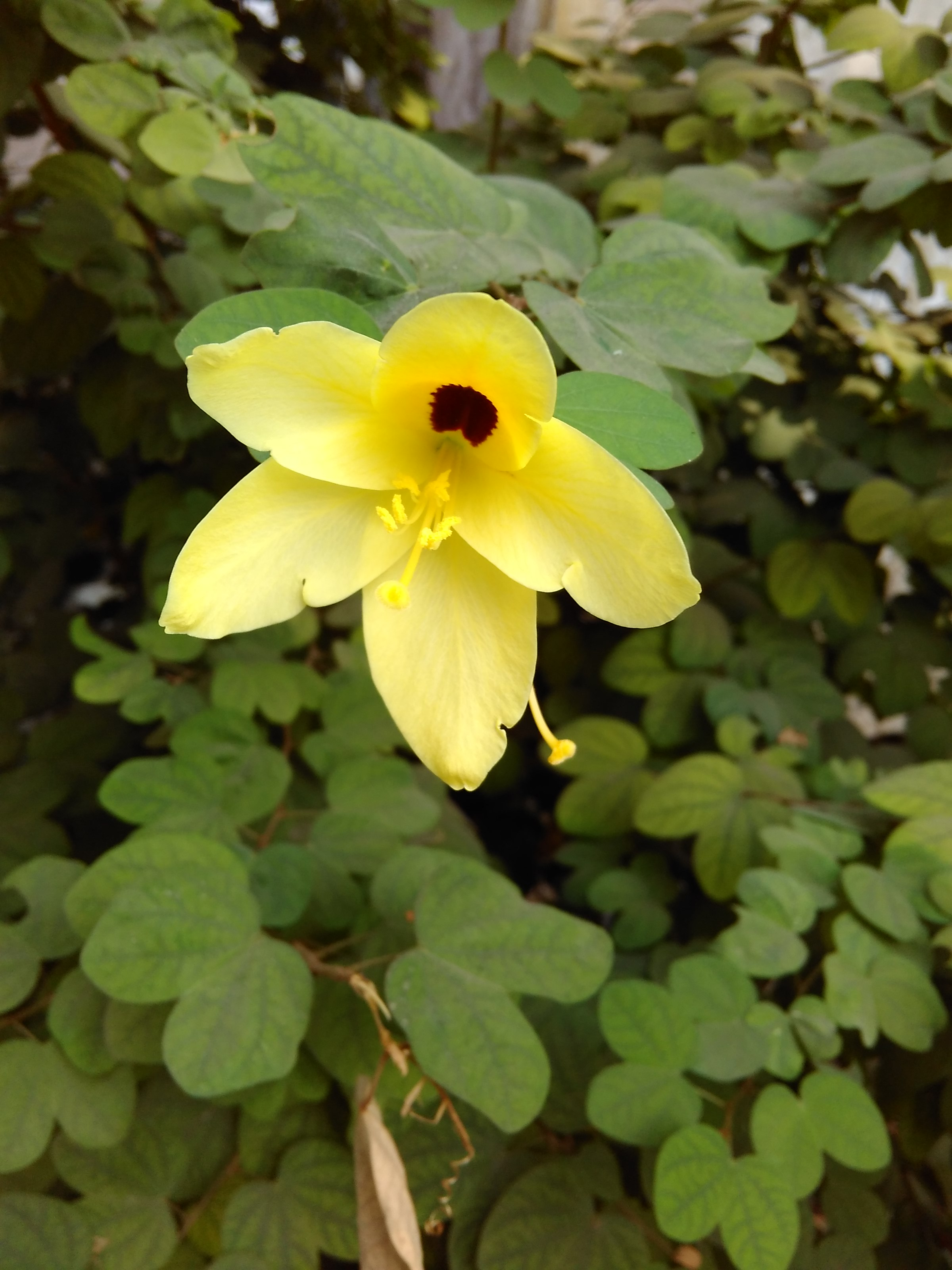
Detall de la flor